# 9회 정관장배 세계여자바둑최강전
9회 정관장배 세계여자바둑최강전은 대한민국, 중국, 일본 중 한국이 우승했다.

## 대회 일정
| 구분             | 일정                              | 장소                                               |
| ---------------- | --------------------------------- | -------------------------------------------------- |
| 개막식           | 2011년 1월 7일                    | 중국 항저우 레디슨 플라자호텔                      |
| 1차전            | 2011년 1월 8일 ~ 2011년 1월 14일  | 중국 항저우 레디슨 플라자호텔(천원호텔) 특별대국실 |
| 3차전            | 2011년 3월 22일 ~ 2011년 3월 28일 | 대한민국 한국기원 1층 바둑TV 스튜디오              |
| 시상식 및 폐막식 | 2011년 3월 28일                   | 대한민국 한국기원 1층 바둑TV 스튜디오              |

## 참가 기사 명단
- 한국 : 박지은 九단, 문도원 二단, 김미리 初단, 이하진 三단, 박지연 二단
- 일본 : 아오키 기쿠요 八단, 지넨 가오리 四단, 무카이 치아키 四단, 스즈키 아유미 五단, 요시다 미카 八단
- 중국 : 루이나이웨이 九단, 리허 三단, 루지아 二단, 송용혜 五단, 탕이 二단

## 출전 기사 및 전적
| 한국      | 전적   | 중국         | 전적   | 일본          | 전적   |
| --------- | ------ | ------------ | ------ | ------------- | ------ |
| 문 도 원  | 7승1패 | 루지아       | 1패    | 아오키 기쿠요 | 1패    |
| 김 미 리  | 1승1패 | 리허         | 1패    | 지넨 가오리   | 1패    |
| 이 하 진  | 1패    | 송롱후이     | 1패    | 무카이 치아키 | 1패    |
| 박 지 연  | 1패    | 탕 이        | 1승1패 | 스즈키 아유미 | 1패    |
| 박 지 은  | 1승    | 루이나이웨이 | 3승1패 | 요시다 미카   | 1승1패 |
| 한국 우승 | 9승4패 | 중국 준우승  | 4승5패 | 일본 3위      | 1승5패 |

## 대국 결과
| 대국 | 일자     | 장소                                               | 승자         | 패자          | 결과              | 기보                        |
| ---- | -------- | -------------------------------------------------- | ------------ | ------------- | ----------------- | --------------------------- |
| 1국  | 1월 8일  | 중국 항저우 레디슨 플라자호텔(천원호텔) 특별대국실 | 문 도 원     | 아오키 기쿠요 | 220수 백 불계승   | [깨진 링크(과거 내용 찾기)] |
| 2국  | 1월 9일  | 중국 항저우 레디슨 플라자호텔(천원호텔) 특별대국실 | 문 도 원     | 루지아        | 294수 흑 18집반승 | [깨진 링크(과거 내용 찾기)] |
| 3국  | 1월 10일 | 중국 항저우 레디슨 플라자호텔(천원호텔) 특별대국실 | 문 도 원     | 지넨 가오리   | 301수 백 10집반승 | [깨진 링크(과거 내용 찾기)] |
| 4국  | 1월 11일 | 중국 항저우 레디슨 플라자호텔(천원호텔) 특별대국실 | 문 도 원     | 리 허         | 308수 백 7집반승  | [깨진 링크(과거 내용 찾기)] |
| 5국  | 1월 12일 | 중국 항저우 레디슨 플라자호텔(천원호텔) 특별대국실 | 문 도 원     | 무카이 차이키 | 287수 흑 1집반승  | [깨진 링크(과거 내용 찾기)] |
| 6국  | 1월 13일 | 중국 항저우 레디슨 플라자호텔(천원호텔) 특별대국실 | 문 도 원     | 송롱후이      | 205수 흑 불계승   | [깨진 링크(과거 내용 찾기)] |
| 7국  | 1월 14일 | 중국 항저우 레디슨 플라자호텔(천원호텔) 특별대국실 | 문 도 원     | 스즈키 아유미 | 280수 백 3집반승  | [깨진 링크(과거 내용 찾기)] |
| 8국  | 3월 22일 | 서울 한국기원 바둑TV 스튜디오                      | 탕 이        | 문 도 원      | 169수 흑 불계승   | [깨진 링크(과거 내용 찾기)] |
| 9국  | 3월 23일 | 서울 한국기원 바둑TV 스튜디오                      | 요시다 미카  | 탕 이         | 256수 흑 1집반승  | [깨진 링크(과거 내용 찾기)] |
| 10국 | 3월 24일 | 서울 한국기원 바둑TV 스튜디오                      | 김 미 리     | 요시다 미카   | 187수 흑 불계승   | [깨진 링크(과거 내용 찾기)] |
| 11국 | 3월25일  | 서울 한국기원 바둑TV 스튜디오                      | 루이나이웨이 | 김 미 리      | 227수 흑 불계승   | [깨진 링크(과거 내용 찾기)] |
| 12국 | 3월26일  | 서울 한국기원 바둑TV 스튜디오                      | 루이나이웨이 | 이 하 진      | 165수 흑 불계승   | [깨진 링크(과거 내용 찾기)] |
| 13국 | 3월27일  | 서울 한국기원 바둑TV 스튜디오                      | 루이나이웨이 | 박 지 연      | 186수 백 불계승   | [깨진 링크(과거 내용 찾기)] |
| 14국 | 3월28일  | 서울 한국기원 바둑TV 스튜디오                      | 박 지 은     | 루이나이웨이  | 160수 백 불계승   | [깨진 링크(과거 내용 찾기)] |